# Milieutheorie
Die Milieutheorie (auch entwicklungspsychologischer Empirismus) ist eine soziologische Theorie, nach der die Entwicklung des Menschen ausschließlich durch Einflüsse und Erfahrungen seiner Lebensumwelt geprägt sei. Demnach haben genetische bzw. stammesgeschichtliche Anlagen (Erblichkeitstheorie) keine Bedeutung.
Die Theorie hat der Franzose Hippolyte Taine im 19. Jahrhundert aufgestellt.
Diese Theorie hat einen pädagogischen Optimismus zur Folge, da der Mensch durch entsprechende Umwelteinflüsse in der jeweils gewünschten Form geprägt werden könne.
Sowohl die Milieutheorie als auch die Erblichkeitstheorie sind teilweise ideologisch fundiert und ihre Befürworter bekämpfen – insbesondere wegen der aus ihren Denkansätzen resultierenden möglichen gesellschaftlichen, bildungspolitischen und kriminalpolitischen Konsequenzen – die jeweils andere Position mitunter mit Schlagworten wie pessimistisch, faschistisch, propagandistisch oder kommunistisch.

## Kritik
Kritiker der Milieutheorie verweisen auf den in der Milieutheorie vernachlässigten Einfluss stammesgeschichtlicher Verhaltensprogramme über Mutation und Selektion, die über Umwelteinflüsse nicht oder kaum beeinflussbar seien, und kritisieren den Ansatz als utopisch. So schreibt der österreichische Zoologe, Evolutionsbiologe und Verhaltensforscher Irenäus Eibl-Eibesfeldt (1928–2018):
„Die als Milieutheorie bezeichnete Lehre vertritt nun die Ansicht, daß wir Menschen, von einigen Reflexen abgesehen, sämtliche Verhaltensprogramme im Laufe unserer Jugendentwicklung erlernen. Das Neugeborene komme gewissermaßen als unbeschriebenes Blatt zur Welt. […] Dieser Glaube an die ausschließliche kulturelle Determination menschlichen Verhaltens ist weit verbreitet. Er liegt bestimmten politischen Utopien zugrunde. Nicht nur die konkreten Bewegungsabläufe, auch Neigungen des Menschen, wie etwa das Streben nach Rang oder die Aggressivität, sind der Milieutheorie zufolge Produkt der Erziehung. Hält man das ein oder andere für gesellschaftlich unerwünscht, dann spricht man von Fehlprogrammierung durch Erziehung und schlägt vor, die Kinder so zu erziehen, daß sich die unerwünschten Neigungen nicht entwickeln. […] In der Praxis erweist sich der Mensch jedoch gegen Umerziehungsbemühungen in ganz bestimmten Bereichen als recht resistent.“
Dennoch räumt Eibl-Eibesfeldt den Einflüssen der sozialen Umwelt auf den Menschen eine gewichtige Rolle ein und setzt Hoffnungen auf die „Formbarkeit des Menschen“:
„Nun gestaltet die soziale Umwelt den Menschen zweifelsohne in bedeutendem Ausmaße, und in der Formbarkeit des Menschen liegt unsere Hoffnung, aber angeborene Dispositionen lassen sich ebenfalls nachweisen. Wenn man sie berücksichtigt, dann erspart sich die Gesellschaft unter Umständen manches Experiment.“
Der britische Psychologe Hans Jürgen Eysenck (1916–1997) widerspricht in seinem Buch Vererbung, Intelligenz und Erziehung – Zur Kritik der pädagogischen Milieutheorie der Auffassung, dass die Umweltfaktoren für die geistige Entwicklung des Menschen eine größere Bedeutung als die Erbfaktoren haben. Dennoch erkennt er eine Wechselwirkung zwischen Erbanlagen und Umwelt an.